# Anagallis acuminata
Anagallis acuminata är en viveväxtart som beskrevs av Friedrich Welwitsch och Schinz. Anagallis acuminata ingår i släktet Anagallis och familjen viveväxter. Inga underarter finns listade i Catalogue of Life.